# Piłka ręczna na Letnich Igrzyskach Olimpijskich 2024 – azjatycki turniej kwalifikacyjny mężczyzn
Azjatyckie kwalifikacje do olimpijskiego turnieju piłki ręcznej 2024 miały na celu wyłonienie męskiej reprezentacji narodowej w piłce ręcznej, która wystąpi w tym turnieju jako przedstawiciel Azji.
W połowie października 2022 roku Azjatycka Federacja Piłki Ręcznej ogłosiła konkurs na organizację turnieju kwalifikacyjnego zaplanowanego wstępnie na przełom października i listopada 2023 roku. Dwa miesiące później ogłosiła, że gospodarzem turnieju zaplanowanego ostatecznie na 18–28 października 2023 roku został wybrany Katar, wszystkie mecze miały zostać rozegrane w Duhail Handball Sports Hall, która gościła m.in. Mistrzostwa Świata w Piłce Ręcznej Mężczyzn 2015. Turniej został zaplanowany z udziałem dwunastu drużyn, które rywalizowały w pierwszej fazie systemem kołowym podzielone na dwie sześciozespołowe grupy, po czym po dwie najlepsze z każdej grupy awansowała do półfinałów. Losowanie grup odbyło się 20 maja 2023 roku, już po jego przeprowadzeniu wycofał się Uzbekistan, a opublikowany pod koniec sierpnia tego roku harmonogram rozgrywek pozostawiał ogólny schemat bez zmian.
Stawką zawodów był bezpośredni awans na LIO 2024 dla triumfatora tych zawodów oraz prawo gry w światowym turnieju barażowym dla jego finalisty, a faworytami do zajęcia tych dwóch miejsc były reprezentacje Kataru i Bahrajnu, niedawni finaliści igrzysk azjatyckich. Fazę grupową z kompletem zwycięstw ukończyły zespoły z Japonii i Kataru, co oznaczało, że pojedynek faworytów odbędzie się w półfinale. Lepsi od gospodarzy okazali się reprezentanci Bahrajnu, którzy jednak w finale – po raz drugi w tym turnieju – ulegli Japończykom.

## Faza grupowa

### Grupa A
| 18 października 202311:00 | Korea Południowa | 29:23(15:6) | Zjednoczone Emiraty Arabskie | Duhail Handball Sports Hall, Doha Sędzia: Ismoilov, Ismoilov |
| 18 października 202311:00 |                  | 29:23(15:6) |                              | Duhail Handball Sports Hall, Doha Sędzia: Ismoilov, Ismoilov |

| 18 października 202315:00 | Arabia Saudyjska | 46:17(25:7) | Indie | Duhail Handball Sports Hall, Doha Sędzia: Al-Nasesem, Al-Enezi |
| 18 października 202315:00 |                  | 46:17(25:7) |       | Duhail Handball Sports Hall, Doha Sędzia: Al-Nasesem, Al-Enezi |

| 18 października 202319:00 | Katar | 34:25(17:13) | Chiny | Duhail Handball Sports Hall, Doha Sędzia: Gheisarian, Gheisarian |
| 18 października 202319:00 |       | 34:25(17:13) |       | Duhail Handball Sports Hall, Doha Sędzia: Gheisarian, Gheisarian |

| 19 października 202311:00 | Arabia Saudyjska | 27:29(14:16) | Korea Południowa | Duhail Handball Sports Hall, Doha Sędzia: Gheisarian, Gheisarian |
| 19 października 202311:00 |                  | 27:29(14:16) |                  | Duhail Handball Sports Hall, Doha Sędzia: Gheisarian, Gheisarian |

| 19 października 202313:00 | Zjednoczone Emiraty Arabskie | 31:30(14:17) | Chiny | Duhail Handball Sports Hall, Doha Sędzia: Al-Zayyat, Awwad |
| 19 października 202313:00 |                              | 31:30(14:17) |       | Duhail Handball Sports Hall, Doha Sędzia: Al-Zayyat, Awwad |

| 19 października 202319:00 | Indie | 14:48(6:26) | Katar | Duhail Handball Sports Hall, Doha Sędzia: Al-Wahibi, Al-Shahi |
| 19 października 202319:00 |       | 14:48(6:26) |       | Duhail Handball Sports Hall, Doha Sędzia: Al-Wahibi, Al-Shahi |

| 21 października 202313:00 | Korea Południowa | 46:19(28:9) | Indie | Duhail Handball Sports Hall, Doha Sędzia: Al-Zayyat, Awwad |
| 21 października 202313:00 |                  | 46:19(28:9) |       | Duhail Handball Sports Hall, Doha Sędzia: Al-Zayyat, Awwad |

| 21 października 202317:00 | Chiny | 23:33(11:15) | Arabia Saudyjska | Duhail Handball Sports Hall, Doha Sędzia: Ismoilov, Ismoilov |
| 21 października 202317:00 |       | 23:33(11:15) |                  | Duhail Handball Sports Hall, Doha Sędzia: Ismoilov, Ismoilov |

| 21 października 202319:00 | Katar | 31:23(14:10) | Zjednoczone Emiraty Arabskie | Duhail Handball Sports Hall, Doha Sędzia: Al-Naseem, Al-Enezi |
| 21 października 202319:00 |       | 31:23(14:10) |                              | Duhail Handball Sports Hall, Doha Sędzia: Al-Naseem, Al-Enezi |

| 22 października 202311:00 | Indie | 15:46(7:25) | Chiny | Duhail Handball Sports Hall, Doha Sędzia: Gheisarian, Gheisarian |
| 22 października 202311:00 |       | 15:46(7:25) |       | Duhail Handball Sports Hall, Doha Sędzia: Gheisarian, Gheisarian |

| 22 października 202315:00 | Zjednoczone Emiraty Arabskie | 21:22(11:8) | Arabia Saudyjska | Duhail Handball Sports Hall, Doha Sędzia: Al-Wahibi, Al-Shahi |
| 22 października 202315:00 |                              | 21:22(11:8) |                  | Duhail Handball Sports Hall, Doha Sędzia: Al-Wahibi, Al-Shahi |

| 22 października 202319:00 | Korea Południowa | 25:39(11:16) | Katar | Duhail Handball Sports Hall, Doha Sędzia: Schulze, Tönnies |
| 22 października 202319:00 |                  | 25:39(11:16) |       | Duhail Handball Sports Hall, Doha Sędzia: Schulze, Tönnies |

| 24 października 202313:00 | Zjednoczone Emiraty Arabskie | 40:22(20:10) | Indie | Duhail Handball Sports Hall, Doha Sędzia: Gheisarian, Gheisarian |
| 24 października 202313:00 |                              | 40:22(20:10) |       | Duhail Handball Sports Hall, Doha Sędzia: Gheisarian, Gheisarian |

| 24 października 202315:00 | Chiny | 23:28(10:16) | Korea Południowa | Duhail Handball Sports Hall, Doha Sędzia: Al-Naseem, Al-Enezi |
| 24 października 202315:00 |       | 23:28(10:16) |                  | Duhail Handball Sports Hall, Doha Sędzia: Al-Naseem, Al-Enezi |

| 24 października 202319:00 | Katar | 33:24(14:9) | Arabia Saudyjska | Duhail Handball Sports Hall, Doha Sędzia: Ismoilov, Ismoilov |
| 24 października 202319:00 |       | 33:24(14:9) |                  | Duhail Handball Sports Hall, Doha Sędzia: Ismoilov, Ismoilov |

### Grupa B
| 18 października 202313:00 | Kazachstan | 18:46(6:23) | Bahrajn | Duhail Handball Sports Hall, Doha Sędzia: Al-Wahibi, Al-Shahi |
| 18 października 202313:00 |            | 18:46(6:23) |         | Duhail Handball Sports Hall, Doha Sędzia: Al-Wahibi, Al-Shahi |

| 18 października 202317:00 | Japonia | 25:20(14:8) | Iran | Duhail Handball Sports Hall, Doha Sędzia: Cheng, Zhou |
| 18 października 202317:00 |         | 25:20(14:8) |      | Duhail Handball Sports Hall, Doha Sędzia: Cheng, Zhou |

| 19 października 202315:00 | Kuwejt | 28:29(12:17) | Iran | Duhail Handball Sports Hall, Doha Sędzia: Koo, Lee |
| 19 października 202315:00 |        | 28:29(12:17) |      | Duhail Handball Sports Hall, Doha Sędzia: Koo, Lee |

| 19 października 202317:00 | Japonia | 27:26(14:16) | Bahrajn | Duhail Handball Sports Hall, Doha Sędzia: Schulze, Tönnies |
| 19 października 202317:00 |         | 27:26(14:16) |         | Duhail Handball Sports Hall, Doha Sędzia: Schulze, Tönnies |

| 21 października 202311:00 | Iran | 42:20(20:4) | Kazachstan | Duhail Handball Sports Hall, Doha Sędzia: Cheng, Zhou |
| 21 października 202311:00 |      | 42:20(20:4) |            | Duhail Handball Sports Hall, Doha Sędzia: Cheng, Zhou |

| 21 października 202315:00 | Kuwejt | 30:32(30:32) | Japonia | Duhail Handball Sports Hall, Doha Sędzia: Schulze, Tönnies |
| 21 października 202315:00 |        | 30:32(30:32) |         | Duhail Handball Sports Hall, Doha Sędzia: Schulze, Tönnies |

| 22 października 202313:00 | Kazachstan | 19:44(11:25) | Japonia | Duhail Handball Sports Hall, Doha Sędzia: Koo, Lee |
| 22 października 202313:00 |            | 19:44(11:25) |         | Duhail Handball Sports Hall, Doha Sędzia: Koo, Lee |

| 22 października 202317:00 | Kuwejt | 26:34(14:16) | Bahrajn | Duhail Handball Sports Hall, Doha Sędzia: Cheng, Zhou |
| 22 października 202317:00 |        | 26:34(14:16) |         | Duhail Handball Sports Hall, Doha Sędzia: Cheng, Zhou |

| 24 października 202311:00 | Kazachstan | 31:39(13:19) | Kuwejt | Duhail Handball Sports Hall, Doha Sędzia: Al-Zayyat, Awwad |
| 24 października 202311:00 |            | 31:39(13:19) |        | Duhail Handball Sports Hall, Doha Sędzia: Al-Zayyat, Awwad |

| 24 października 202317:00 | Bahrajn | 28:24(16:12) | Iran | Duhail Handball Sports Hall, Doha Sędzia: Koo, Lee |
| 24 października 202317:00 |         | 28:24(16:12) |      | Duhail Handball Sports Hall, Doha Sędzia: Koo, Lee |

## Faza pucharowa

### Mecze o miejsca 1–4
|  |                  |                  |           |                   |    |         |         |       |
|  | Półfinały        | Półfinały        | Półfinały |                   |    | Finał   | Finał   | Finał |
|  | Półfinały        | Półfinały        | Półfinały |                   |    | Finał   | Finał   | Finał |
|  | 26 października  |                  |           |                   |    |         |         |       |
|  |                  |                  |           |                   |    |         |         |       |
|  | Katar            | Katar            | 29        |                   |    |         |         |       |
|  | Katar            | Katar            | 29        | 28 października   |    |         |         |       |
|  | Bahrajn          | Bahrajn          | 30        |                   |    |         |         |       |
|  | Bahrajn          | Bahrajn          | 30        |                   |    | Bahrajn | Bahrajn | 29    |
|  | 26 października  |                  |           |                   |    | Bahrajn | Bahrajn | 29    |
|  |                  |                  | Japonia   | Japonia           | 32 |         |         |       |
|  | Japonia          | Japonia          | Japonia   | Japonia           | 32 | 34      |         |       |
|  | Japonia          | Japonia          |           |                   |    |         |         |       |
|  | Korea Południowa | Korea Południowa | 23        |                   |    |         |         |       |
|  | Korea Południowa | Korea Południowa | 23        | Mecz o 3. miejsce |    |         |         |       |
|  |                  |                  |           |                   |    |         |         |       |
|  | 28 października  |                  |           |                   |    |         |         |       |
|  |                  |                  |           |                   |    |         |         |       |
|  | Katar            | Katar            | 32        |                   |    |         |         |       |
|  | Katar            | Katar            | 32        |                   |    |         |         |       |
|  | Korea Południowa | Korea Południowa | 38        |                   |    |         |         |       |
|  | Korea Południowa | Korea Południowa | 38        |                   |    |         |         |       |

| 26 października 202317:30 | Katar | 29:30(14:15) | Bahrajn | Duhail Handball Sports Hall, Doha Sędzia: Schulze, Tönnies |
| 26 października 202317:30 |       | 29:30(14:15) |         | Duhail Handball Sports Hall, Doha Sędzia: Schulze, Tönnies |

| 26 października 202319:30 | Japonia | 34:23(15:9) | Korea Południowa | Duhail Handball Sports Hall, Doha Sędzia: Cheng, Zhou |
| 26 października 202319:30 |         | 34:23(15:9) |                  | Duhail Handball Sports Hall, Doha Sędzia: Cheng, Zhou |

| 28 października 202315:00 | Katar | 32:38(15:17) | Korea Południowa | Duhail Handball Sports Hall, Doha Sędzia: Al-Wahibi, Al-Shahi |
| 28 października 202315:00 |       | 32:38(15:17) |                  | Duhail Handball Sports Hall, Doha Sędzia: Al-Wahibi, Al-Shahi |

| 28 października 202317:30 | Bahrajn | 29:32(13:18) | Japonia | Duhail Handball Sports Hall, Doha Sędzia: Schulze, Tönnies |
| 28 października 202317:30 |         | 29:32(13:18) |         | Duhail Handball Sports Hall, Doha Sędzia: Schulze, Tönnies |

### Mecze o miejsca 5–10
| 26 października 202315:00 | Arabia Saudyjska | 28:30(13:17) | Iran | Duhail Handball Sports Hall, Doha Sędzia: Al-Zayyat, Eial Awwad |
| 26 października 202315:00 |                  | 28:30(13:17) |      | Duhail Handball Sports Hall, Doha Sędzia: Al-Zayyat, Eial Awwad |

| 26 października 202313:00 | Zjednoczone Emiraty Arabskie | 26:31(16:20) | Kuwejt | Duhail Handball Sports Hall, Doha Sędzia: Ismoilov, Ismoilov |
| 26 października 202313:00 |                              | 26:31(16:20) |        | Duhail Handball Sports Hall, Doha Sędzia: Ismoilov, Ismoilov |

| 26 października 202311:00 | Chiny | 44:22(21:11) | Kazachstan | Duhail Handball Sports Hall, Doha Sędzia: Al-Naseem, Al-Enezi |
| 26 października 202311:00 |       | 44:22(21:11) |            | Duhail Handball Sports Hall, Doha Sędzia: Al-Naseem, Al-Enezi |

## Klasyfikacja końcowa
| Miejsce | Reprezentacja                | Uwagi                          |
| ------- | ---------------------------- | ------------------------------ |
| 1       | Japonia                      | awans: IO 2024                 |
| 2       | Bahrajn                      | awans: kwalifikacje do IO 2024 |
| 3       | Korea Południowa             | -                              |
| 4       | Katar                        | -                              |
| 5       | Iran                         | -                              |
| 6       | Arabia Saudyjska             | -                              |
| 7       | Kuwejt                       | -                              |
| 8       | Zjednoczone Emiraty Arabskie | -                              |
| 9       | Chiny                        | -                              |
| 10      | Kazachstan                   | -                              |
| 11      | Indie                        | -                              |